# 建設局 (琉球政府)
建設局（けんせつきょく）は、琉球政府の行政事務部局のひとつ。地域のインフラ整備を所管した。
1965年8月1日の機構改革において、建設運輸局から分離したものである。

## 所掌事務
建設局の所掌事務は以下の通りである（1972年5月14日現在）
- 建築に関すること
- 都市計画に関すること
- 港湾建設に関すること
- 政府の行う建設工事に関すること
- 政府の補助に係る建設工事の指導に関すること
- 土地建物取引業に関すること

## 組織
建設局の組織は以下の通りである（1972年5月14日現在）。外局はない。

### 内部部局
- 局長直属
  - 総務課
- 土木建築部
  - 土木課
  - 建築課
  - 都市計画課
- 工事部
  - 建設管理課
  - 土木設計課
  - 建築設計課
  - 工事課

### 支分部局
- 建設事務所

### 附属機関
- 材料試験所